# Chonerhinos naritus
Chonerhinos naritus är en fiskart som först beskrevs av Richardson 1848.  Chonerhinos naritus ingår i släktet Chonerhinos och familjen blåsfiskar. Inga underarter finns listade i Catalogue of Life.